# Station Cooden Beach
Cooden Beach is een spoorwegstation van National Rail in Rother in Engeland. Het station is eigendom van Network Rail en wordt beheerd door Southern. 